# Дітеріхс Федір Карлович
Федір Карлович Дітеріхс (рос. Фёдор Карлович Дитерихс; нар. 4 серпня 1831 — пом. 31 серпня 1899) — російський військовий педагог, генерал від артилерії (1894).

## Життєпис
Походив зі старовинного лицарського роду, чиї володіння знаходились в Моравії. Здобував філологічну освіту в Пернові, пізніше — в Дерптському університеті.
Закінчив артилерійське училище і офіцерський клас при ньому. Військову службу розпочав в артилерії.
З 1853 по 1863 роки перебував вихователем Миколи, Євгена і Сергія, герцогів Лейхтенберзьких, онуків імператора Миколи I. Вся подальша діяльність Дітеріхса була присвячена підготовці офіцерських кадрів для російської армії.
1863—1870 роки — інспектор класів Нижньогородської військової гімназії.
1870—1873 роки — начальник підготовчого пансіону Миколаївського кавалерійського училища.
1873—1878 роки — директор 3-ї Санкт-Петербурзької військової гімназії.
1878 року жалуваний в генерал-майори Свити Його Імператорської Величності. З 1878 по 1894 роки — директор Пажеського Його Імператорської Величності корпусу.
З 1894 року — член педагогічного комітету Головного управління військових навчальних закладів.
Помер 31 серпня 1899 року в Санкт-Петербурзі. Похований на Нікольському цвинтарі поруч з могилою дружини.